# الطريق الوطنية رقم 21 (المغرب)
الطريق الوطنية رقم 21 هي طريق وطنية تربط بين سيدي إفني وآسا، ويبلغ طولها الإجمالي 161 كلم.